# Butantã
Butantã es un distrito ubicado en la zona oeste del municipio de São Paulo, con 12,5 km², delimitado al este por el margen del río Pinheiros. A pesar de la heterogeneidad socioeconómica, la región se caracteriza por la presencia de barrios jardines semejantes a aquellos encontrados en el Jardins (ubicando del otro lado del margen del río Pinheiros). Se destacan también en el distrito la Ciudad Universitaria, sede de la Universidad de São Paulo y, vinculado a la misma universidad, el Instituto Butantan. En el censo de 2000 presentaba una población de 52.649 habitantes.
El distrito limita con los siguientes distritos: Pinheiros, Alto de Pinheiros, Jaguaré, Morumbi, Vila Sônia, Rio Pequeno y Raposo Tavares.
Actualmente, el distrito tiene el servicio de la línea 4 - amarilla del Metro de São Paulo. A largo plazo, el distrito será el punto de partida y abrigará el patio de la futura línea 8 (rosa), en la región de la avenida Corifeu de Azevedo Marqués.

## Distritos limítrofes
- Alto de Pinheiros (noreste)
- Pinheiros (este)
- Morumbi (sureste)
- Vila Sônia (sur)
- Raposo Tavares (suroeste)
- Rio Pequeno (oeste).